# Hormonema merioides
Hormonema merioides är en svampart som beskrevs av A. Funk, T.A.D. Woods & Hopk. 1985. Hormonema merioides ingår i släktet Hormonema och familjen Dothioraceae.   Inga underarter finns listade i Catalogue of Life.